# Tăuții-Măgherăuș
Tăuții-Măgherăuș là một thị trấn thuộc hạt Maramureș, România. Dân số thời điểm năm 2002 là 6711 người.